# Biblioteca Francesca Bonnemaison
La Biblioteca Francesca Bonnemaison es una biblioteca pública de la ciudad española de Barcelona, perteneciente a la Red de Bibliotecas Municipales de la Diputación de Barcelona y a la Red de Centros de Documentación y Bibliotecas de Mujeres. Junto al Centro de Cultura de Mujeres Francesca Bonnemaison, la Oficina de Promoción de Políticas de Igualdad Mujer-Hombre, y la Escuela de la Mujer, forma parte del Espai Francesca Bonnemaison, ubicado en la Casa Cordelles, emplazada en el barrio de San Pedro, cerca de la Vía Layetana, en el distrito de Ciudad Vieja. Es considerada una de las bibliotecas con más historia de la ciudad, y se especializa principalmente en obras de literatura femenina y feminismos.
Creada originalmente en 1909 como Biblioteca Popular de la Mujer (Biblioteca Popular de la Dona, en catalán), fue la primera biblioteca pública de mujeres de Europa, adelantándose casi dos décadas a la Fawcett Library de Londres, otro caso emblemático de la época. La biblioteca era parte indivisible del Instituto de Cultura y Biblioteca Popular de la Mujer, conocido popularmente como «La Cultura» o «La Cultural», institución clave en la emancipación de la mujer en la historia de Barcelona. Estaba gestionada por mujeres y en ella se dictaban clases de feminismo, corte y confección, cocina, cálculo mercantil, dactilografía, aritmética, gramática en diversos idiomas, taquigrafía, educación física, entre otras, así como conferencias y seminarios, que incluyeron a personalidades ya entonces reconocidas como Maria Montessori o Concha Espina. El Instituto también tenía una bolsa de trabajo muy activa, debido a que las mujeres allí formadas eran demandadas en la industria y el comercio. Sus actividades contribuyeron durante años a la educación de decenas de miles de mujeres.
Rebautizada bajo el nombre de su creadora, Francesca Bonnemaison, en 1976, fue reinaugurada por el Ayuntamiento de Barcelona el 24 de febrero de 2005.

## Historia

### Instituto de Cultura y Biblioteca Popular de la Mujer

#### Creación y crecimiento (1909-1929)

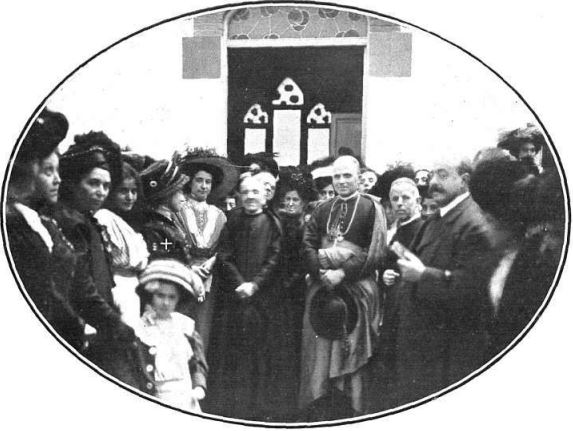
Inauguración de la Biblioteca Popular de la Mujer en 1910, con Francesca Bonnemaison, el obispo Juan José Laguarda y el sacerdote José Ildefons.

La Biblioteca Popular de la Mujer fue creada por la pedagoga barcelonesa Francesca Bonnemaison en 1909, en la parroquia de Santa Ana, para alfabetización de mujeres de la clase trabajadora, además de brindarles servicio de lectura y diversos tipos de clases. La idea surgió de un grupo de mujeres de la parroquia, llamadas Damas Cooperadores, del cual Bonnemaison formaba parte. Si bien la idea original fue crear una biblioteca para las mujeres de la parroquia, fue Bonnemaison quien propuso abrirla para todas las mujeres de la ciudad. Al momento de su fundación, la biblioteca contaba con un centenar de libros, los que irían aumentando rápidamente gracias a donaciones con los años.
El éxito del proyecto fue tal que el espacio se hizo pequeño, debiendo trasladarse al año siguiente al interior de la Casa de misericordia, en la calle Elisabets 12. Allí la institución fue rebautizada como Instituto de Cultura y Biblioteca Popular de la Mujer. Desde sus inicios, la institución se fue convirtiendo en un punto de encuentro de mujeres de diferentes clases sociales a la salida de la misa dominical.
El objetivo de esta institución era promover la ilustración y la cultura de las mujeres, mezclando «lo útil con lo agradable». Se enseñaban conjuntamente clases de ciencias, artes y manualidades, buscando adaptarse al «progresivo movimiento del comercio y de la industria», y ofreciendo así una educación especializada de cara al mercado laboral. Poco después, el Instituto creó una sección de talleres para industrias artísticas, inspirados en el movimiento de Arts and Crafts. Mientras que el Instituto de Cultura ofrecía las clases y talleres, la Biblioteca Popular de la Mujer brindaba servicios de lectura e infraestructura para apoyar estos procesos de aprendizaje.
Ya desde los primeros años de su creación, Bonnemaison se comenzó a vincular con diversas organizaciones ciudadanas que buscaban promover los oficios artísticos, entre ellas el Fomento de las Artes Decorativas (FAD), creado en 1903. La mayoría de las actividades que ofrecía la institución eran gratuitas, debido justamente a que su financiamiento provenía de patrocinios y mecenazgo.
A partir de 1914 y 1915, a través de su directora pedagógica, Rosa Sensat i Vila, el Instituto implantó un nuevo plan de estudios que ofrecía un grado de estudios preparatorios de cultura general y bachillerato.
En 1918, Bonnemaison enviudó de su esposo, Narcís Verdaguer i Callís, tras lo cual se empezó a dedicar por completo a su proyecto. El número de alumnas continuaba creciendo, a medida que se ampliaba la oferta académica, con cursos masivos como el de cocina, u otros muy innovadores para la época, como el de delineación, impartido ese mismo año por Leonor Ferrer, la primera mujer delineante de España y jefa de la oficina de planos de la Sociedad General de Teléfonos. Al mismo tiempo, iba creciendo también la biblioteca, así como la bolsa de trabajo. Ese mismo año se creó además Vida Social Femenina, a la cual se sumaría Claror, dos revistas creadas por la institución, en las que escribirían personas tales como la ya mencionada pedagoga Rosa Sensat i Vila, la escritora y artista plástica Lola Anglada, la escritora Aurora Bertrana o el escritor Josep Maria de Sagarra.
|                            |
| Las asociadas en el patio. |

|                  |
| Sala de lectura. |

|                 |
| Aula de clases. |

|                           |
| Sala de clases de dibujo. |

|                                 |
| Sala de clases de mecanografía. |

|                |
| Sala de actos. |

|                                |
| Horno para desinfectar libros. |

|                               |
| Vitrina de trabajos manuales. |

Iniciando los años 1920, el espacio ya volvía a hacerse insuficiente, por lo que el 8 de octubre de 1922, coincidiendo con la sesión formal de apertura del curso 1922-1923, se inauguró su nuevo local, en un evento presidido por el presidente de la Mancomunidad de Cataluña, Josep Puig i Cadafalch. Así la institución llegó a la Casa Cordelles de la calle Sant Pere més Baix 7, en el barrio de San Pedro, permitiendo la circulación libre de 30 mil mujeres en el instituto y la biblioteca. Además de la biblioteca misma, las aulas, talleres, laboratorio fotográfico, o la sala para las clases de cocina con forma de anfiteatro, el nuevo edificio contaba también con servicio de bar y restaurante.
Por esos años, el principal financista de la institución era la vecina Caja de Pensiones para la Vejez y de Ahorros, cuya sede central por entonces estaba en la Vía Layetana. La institución alcanzó durante los años 1920 a expandirse a otros lugares, abriendo sedes en la playa de Badalona, con cursos de natación para mujeres, así como en Igualada, Reus, Villafranca del Panadés y Vic.

#### Periodo de crisis (1930-1975)
En 1930, la institución, que contaba por entonces con más de 8 mil mujeres, comenzó un endeudamiento económico progresivo.
Bonnemaison, por su parte, con la llegada de la Segunda República española (1931-1939), decidió comenzar a implicarse en la política, participando en campañas a favor del voto femenino en 1931—el cual se consiguió con la nueva Constitución de 1931—y liderando la organización femenina de la Liga Regionalista (1932) a petición de su gran amigo, el político y empresario conservador Francisco Cambó. Estuvo así entre las primeras mujeres en presentarse como candidata en unas elecciones españolas, específicamente en las municipales de 1934, con 62 años de edad, pero no resultó elegida.
Las deudas siguieron aumentando, y esto sumado a los conflictos de la Segunda República que decantaron en la guerra civil española (1936-1939), fueron entorpeciendo el buen funcionamiento de la institución, que para el curso 1935-1936, contaba con 6200 alumnas matriculadas en el instituto, mientras que la biblioteca contaba con más de 23 mil libros, muchos de los cuales se habían yendo adquiriendo con los años gracias a múltiples donaciones. Desde fines de 1937, la biblioteca se abrió ya no solo para las alumnas del Instituto, sino que para todo el público femenino.
Sin embargo, la guerra obligó a Bonnemaison a cerrar la institución y exiliarse en Suiza, siguiendo los pasos de Cambó. Durante la guerra, la Delegación Nacional de la Sección Femenina de la Falange Española Tradicionalista y de las J.O.N.S., parte del Movimiento Nacional, se apoderó de la Biblioteca Popular de la Mujer. El Instituto de Cultura se renombró como Escuela Profesional de la Mujer, y la biblioteca se integró a la Red de Bibliotecas de la Generalidad de Cataluña, bajo el bombre de Biblioteca Popular y Profesional Femenina.
En 1941, ya acabada la guerra, Bonnemaison regresó a Barcelona para, junto al resto del Consejo Directivo del Instituto, ceder la propiedad y administración de la organización a la Diputación de Barcelona, con la condición de que se continuara usando para lo que había sido creada. La biblioteca volvió a su nombre original de Biblioteca Popular de la Mujer, pero el Instituto se mantuvo bajo el control de la Falange Española Tradicionalista y de las J.O.N.S., restringiéndose sus clases, así como su acceso para exclusivamente mujeres y niños. Bonnemaison falleció en Barcelona en 1949, no volviendo a ingresar al que fue el proyecto de su vida.
Durante la dictadura franquista (1939-1975), la institución se abandonó y sus dependencias fueron ocupadas por diversas instituciones. La Sección Femenina del franquismo abandonó la dirección del edificio recién en 1963, fecha a partir de la cual se abrió nuevamente el ingreso para todo tipo de público.

### Biblioteca Francesca Bonnemaison

#### Continuación de la crisis (1975-2003)

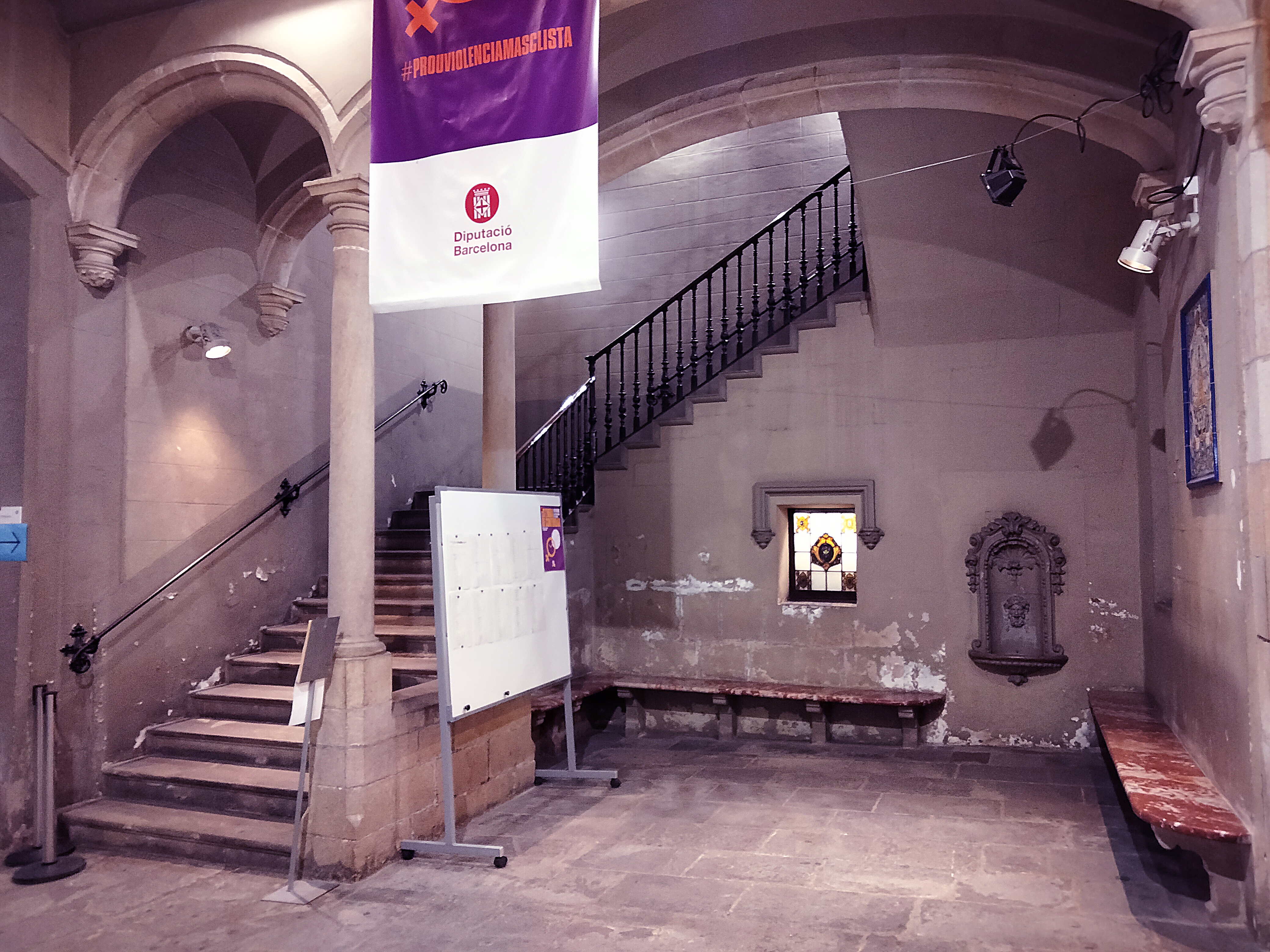
Entre 1936 y 2003, las dependencias de la Casa Cordelles se utilizaron para numerosos fines. Fotografía de 2022.

La antigua Biblioteca Popular de la Mujer fue rebautizada con el nombre de su fundadora en 1976, iniciándose el periodo de la transición española (1975-1982). Sin embargo, la Casa Cordelles continuó siendo utilizada por otras instituciones, comenzando por el Instituto del Teatro, hasta que en 2003, gracias a la presión de varios colectivos femeninos, la sede volvió a ser el espacio de educación y cultura para mujeres que había sido originalmente.

#### Biblioteca pública (2004-hoy)
En 2004, aprovechando una reforma integral del edificio, movimientos vecinales y diversas entidades de mujeres de Barcelona consiguieron que el edificio entero pasara a bautizarse como Centro de Cultura de Mujeres Francesca Bonnemaison, recuperando su esencia original. La Biblioteca Francesca Bonnemaison, por su parte, fue reinaugurada como biblioteca pública del Ayuntamiento de Barcelona el 24 de febrero de 2005. Si bien actualmente es visitada por más mujeres que hombres, la diferencia no es demasiada, y ha ido disminuyendo con el tiempo, a medida que más hombres se comienzan a interesar por temáticas femeninas y de perspectiva de género.
Actualmente, el Archivo Histórico de la Ciudad de Barcelona custodia un importante fondo documental perteneciente a la institución, que abarca el periodo comprendido desde su creación, en 1909, hasta el término de la guerra civil española e inicio de la dictadura franquista, en 1939.

## Arquitectura

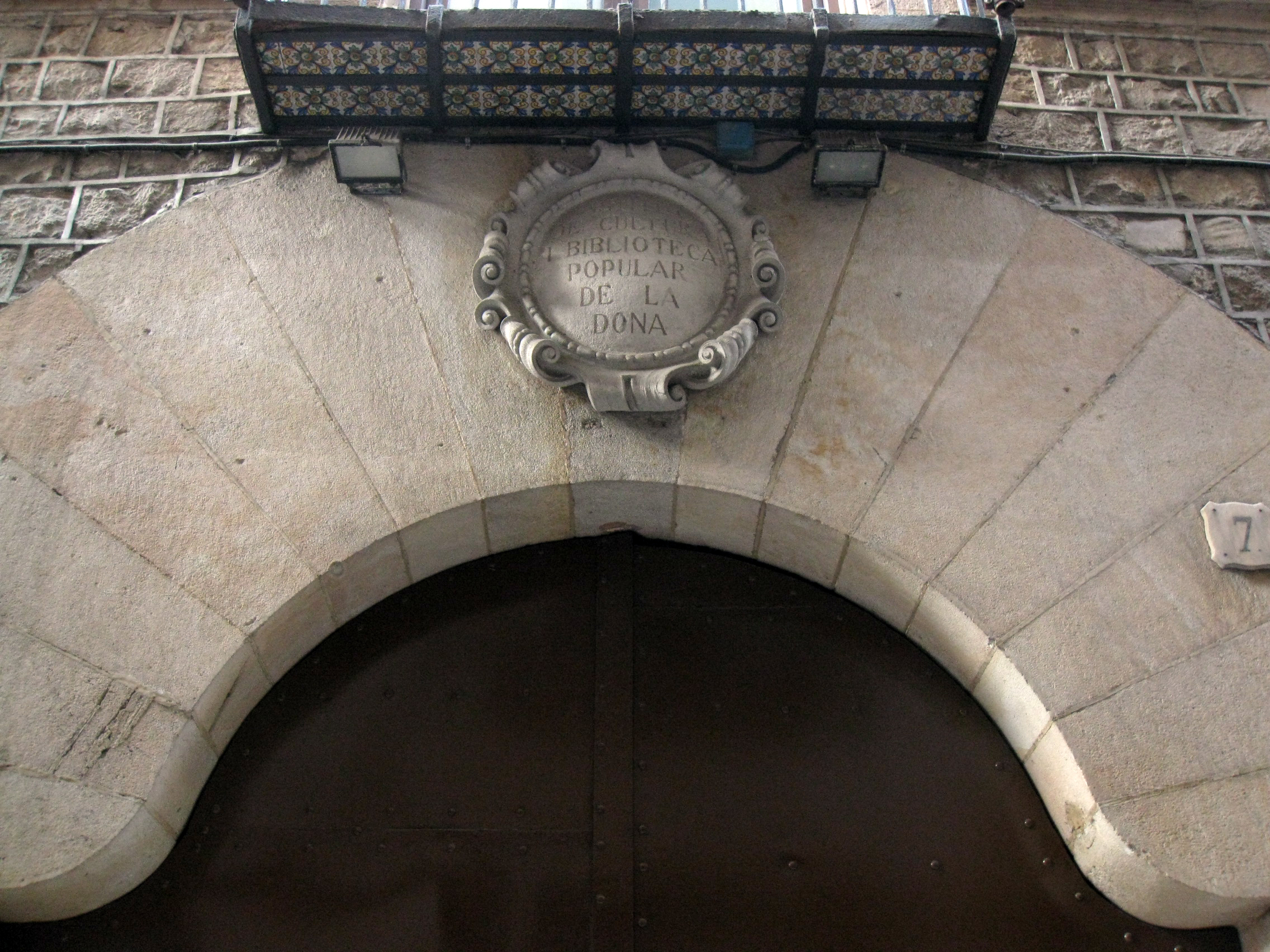
Arco del portal con su placa. Arriba se aprecian las baldosas del balcón superior y el aparejo de piedras irregulares.

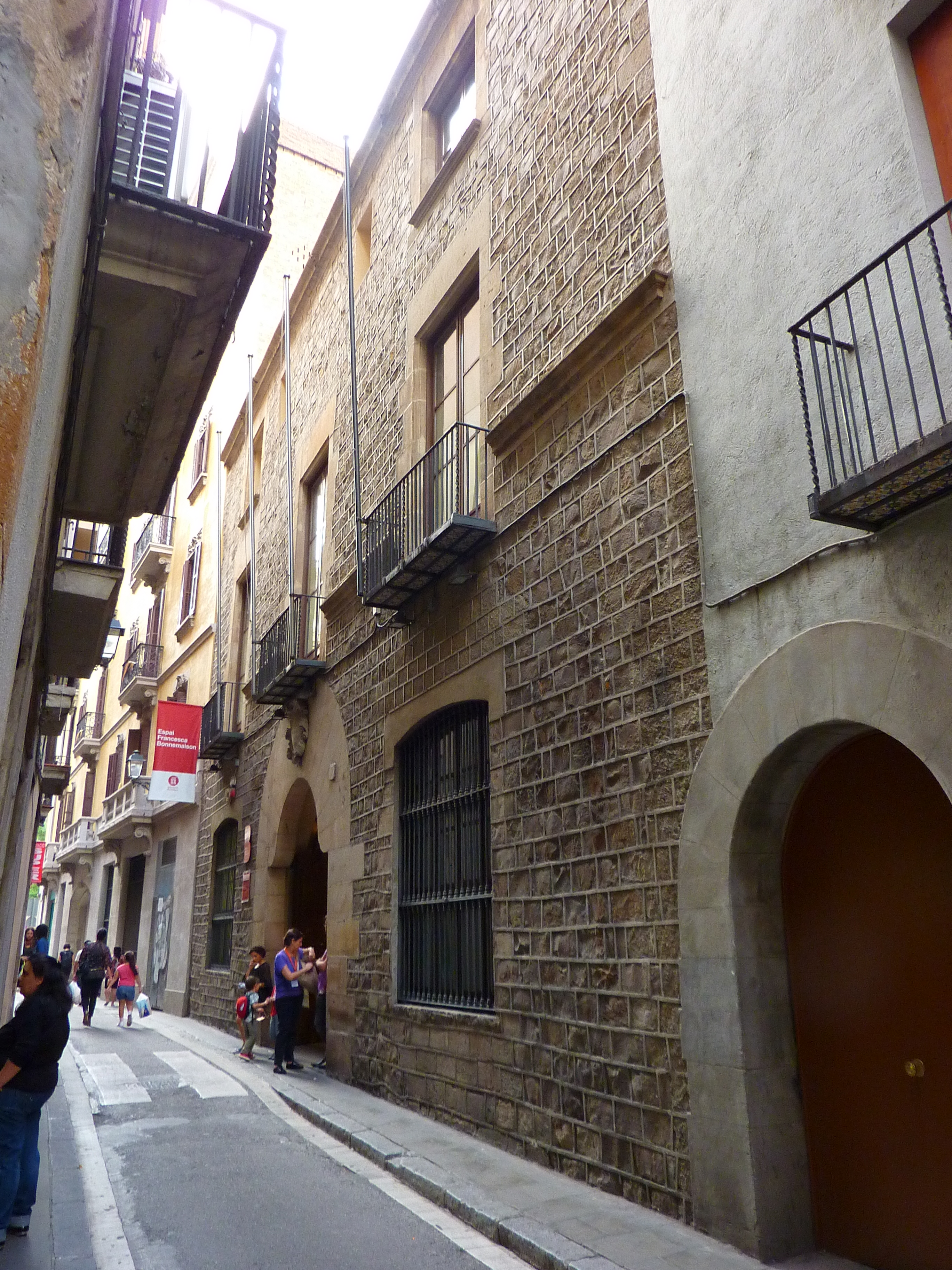
Acceso a la Casa Cordelles.

La Casa Cordelles es un edificio medieval del siglo XVI, construido originalmente para uso residencial y en buen estado de conservación. Algunos rasgos de su fachada, como la puerta y su aparejo de piedra irregular, así como su patio centrado en su interior, corresponden a construcciones nobles típicas de los siglos XVI y XVII. Por su parte, las ventanas de la planta baja, así como los balcones de hierro forjado de la planta principal y sus respectivas baldosas parecen corresponder a reformas realizadas durante el siglo siglo XVIII. En 1857, se realizaron nuevas reformas en la fachada principal y en el patio central, dirigidas por el maestro de obras José Fontseré Mestre, incluyéndose una capilla con pinturas de Josep Obiols.
El conjunto posee una amplia planta baja, una planta principal y una segunda planta algo más pequeña, con un amplio patio en su interior. La planta baja posee un gran portal adovelado de intradós y bloques regulares escuadrados, perfiles de yeso, y un escudo en la clave que incluye una placa con la leyenda «Institut de Cultura i Biblioteca Popular per la Dona». El portal es flanqueado por dos grandes aberturas de arco escarzano, dintel marcado y forja completa. Por su parte, la planta principal tiene tres grandes aberturas enmarcadas y con dintel de piedra, mayores y más regulares que las del aparejo general. Estas aberturas tienen balcones con suelo de cerámica vidriada y barandillas sencillas. Finalmente, la segunda planta, mucho más sencilla que las anteriores, sólo presenta cuatro aberturas un poco desplazadas del centro, produciendo un vacío central.
En 1922, para la habilitación del Instituto de Cultura y Biblioteca Popular de la Mujer, se renovó su patio, y se construyó su fachada hacia la calle Verdaguer i Callís (llamada así en honor al esposo de Francesca Bonnemaison). En 1986, mientras el edificio era utilizado por el Institut del Teatre, se realizó otra remodelación, dirigida por Víctor Argentí, en la que se adaptaron dos nuevos espacios teatrales. En el vitral del techo de su sala de lectura figura en catalán la frase: «Tota dona val mes quan letra [sic] apren» («toda mujer vale más cuanto letra aprende»). En otro vitral del interior, donado por la propia Bonnemaison, aparece Dante Alighieri, autor italiano traducido por primera vez al catalán por su marido.
Desde el año 2000 es considerado un bien cultural de interés local de Barcelona.

## Servicios
La biblioteca actualmente cuenta con material de diversas áreas, tales como cocina, música, moda y LGBTI, entre otros, aunque su especialidad son la literatura femenina y los feminismos, incluyendo una sección especial dedicada a cuentos para la igualdad de género. En su segunda planta está el Fondo Especial Mujer, un importante fondo documental sobre mujeres desde la perspectiva de género. También cuenta con un fondo de revistas, un apartado de cine femenino, cómics creador por mujeres o de temática femenina, y un fondo antiguo del Instituto de Cultura.
La biblioteca también presta diversos servicios además de su material físico, como exposiciones, actividades infantiles, aulas multimedia, talleres de tecnología, visitas guiadas, entre otros. Al menos hasta 2019, existían el Club de lectura Assaig feminista, el Club de lectura Veu de dones, o el Centro de interés Autoaprendizaje de idiomas.